# 세이지 브로클뱅크
세이지 브로클뱅크(Sage Brocklebank, 1978년 1월 14일 ~ )는 캐나다의 배우이다.

## 출연 작품
- 리얼 픽션 (2019)
- 서스펜션 (2015)
- 왓 언 이디엇 (2014)
- 듀크 (2012)
- 딥 임팩트 파이널  (2011)
- 캣츠 앤 독스 2 (2010)
- 에일리언 트레스패스 (2009)
- 왕의 이름으로 (2007)
- 코노 워 (2006)
- 싸이크 1 (2006)
- 서비어드 (2005)
- 에디슨 시티 (2005)
- 주차단속원, 그랜트 파커 (2003)
- 스노우 퀸 (2002)